# Coryneliomycetidae
De Coryneliomycetidae vormen een subklasse van de klasse Eurotiomycetes.

## Taxonomie
De taxonomische indeling van de Coryneliomycetidae is als volgt:
- Orde: Elaphomycetales
  - Familie: Elaphomycetaceae
- Orde: Eurotiales
  - Familie: Trichocomaceae
- Orde: Onygenales
  - Familie: Ajellomycetaceae
  - Familie: Arachnomycetaceae
  - Familie: Arthrodermataceae
  - Familie: Ascosphaeraceae
  - Familie: Gymnoascaceae
  - Familie: Nannizziopsidaceae
  - Familie: Onygenaceae
  - Familie: Spiromastigaceae